# Kaylen Frederick
Kaylen Frederick (Potomac, Maryland, 4 juni 2002) is een Amerikaans autocoureur. In 2020 werd hij kampioen in het BRDC Britse Formule 3-kampioenschap.

## Carrière
Frederick begon zijn autosportcarrière in het karting op zevenjarige leeftijd, waarin hij tot 2015 actief bleef. In 2016 stapte hij al op veertienjarige leeftijd over naar het formuleracing, waarin hij uitkwam in de F1600 Championship Series bij het Team Pelfrey. Vanwege zijn leeftijd moest hij de eerste zes races missen, maar desondanks was hij succesvol met een overwinning op het Pittsburgh International Race Complex en drie tweede plaatsen. Met 474 punten werd hij zevende in het kampioenschap. Aan het eind van het jaar debuteerde hij in de U.S. F2000 bij Pelfrey in het laatste raceweekend op Laguna Seca, waar hij beide races als dertiende eindigde. Ook reed hij in de seizoensfinale van de F2000 Championship Series op de Virginia International Raceway voor Pelfrey. Hij behaalde direct de pole position, maar hij werd slechts zevende in de eerste race, terwijl hij de tweede race niet finishte.
In 2017 debuteerde Frederick als fulltime coureur in de U.S. F2000 bij Pelfrey. Hij behaalde vijf podiumplaatsen op het Barber Motorsport Park (tweemaal), de Indianapolis Motor Speedway, het Stratencircuit Toronto en de Mid-Ohio Sports Car Course. Met 240 punten werd hij achter Oliver Askew, Rinus VeeKay en Parker Thompson vierde in het klassement. Tevens reed hij in een raceweekend van de F2000 Championship Series op Mid-Ohio, waarin hij een pole position en een podiumplaats behaalde.
In 2018 stapte Frederick binnen de U.S. F2000 over naar het team Pabst Racing Services. Hij behaalde vier podiumplaatsen op de Lucas Oil Raceway, Road America en Toronto en werd zo met 173 punten zesde in de eindstand. Tevens reed hij in het eerste raceweekend van het Amerikaanse Formule 4-kampioenschap in Virginia bij het team K-Hill Motorsports, maar hij kwam niet verder dan een uitvalbeurt, een 23e plaats en een twaalfde plaats in de races. Aan het eind van het seizoen reed hij voor het eerst in Europa tijdens twee raceweekenden van de Euroformula Open bij het team RP Motorsport. Hij behaalde twee top 10-finishes in vier races, met een vijfde plaats op het Autodromo Nazionale Monza als beste resultaat. Met 21 punten werd hij zodoende veertiende in de eindstand.
In 2019 reed Frederick fulltime in Europa en kwam hij uit in het BRDC Britse Formule 3-kampioenschap bij het team van Carlin. Al in zijn eerste raceweekend op Oulton Park behaalde hij zijn eerste zege in de klasse en op Spa-Francorchamps voegde hij hier een tweede overwinning aan toe. Ook op het Snetterton Motor Racing Circuit en Silverstone stond hij op het podium. Met 305 punten werd hij negende in de eindstand.
In 2020 bleef Frederick actief in de Britse Formule 3 bij Carlin. Hij behaalde negen overwinningen: twee op Oulton Park, vier op Donington Park, een op Snetterton en twee op Silverstone. In de rest van het seizoen behaalde hij nog drie andere podiumplaatsen. Met 499 punten werd hij gekroond tot kampioen in de klasse.
In 2021 maakte Frederick zijn debuut in het FIA Formule 3-kampioenschap, waarin hij zijn samenwerking met Carlin voortzette. Zijn seizoen werd echter verstoord door een handblessure die hij opliep tijdens een ongeluk tijdens de tweede race op de Red Bull Ring, waardoor hij het daaropvolgende raceweekend op de Hungaroring moest missen. Hij zou in het volgende weekend op Spa-Francorchamps terugkeren, maar testte hier positief op COVID-19 en kon niet deelnemen. In totaal reed hij in vijf van de zeven raceweekenden, waarin een negende plaats in de eerste race op de Red Bull Ring zijn beste klassering was. Hierdoor eindigde hij met 2 punten op plaats 22 in het kampioenschap.
In 2022 bleef Frederick actief in de FIA Formule 3, maar stapte hij hierin over naar het team Hitech Grand Prix. Zijn resultaten verbeterden ietwat en een vijfde plaats op Silverstone was zijn beste race-uitslag. Met 27 punten werd hij zeventiende in de eindstand.
In 2023 stapte Frederick binnen de FIA Formule 3 over naar het team ART Grand Prix. Twee zevende plaatsen op het Bahrain International Circuit en de Red Bull Ring waren zijn beste resultaten, waardoor hij met 11 punten op plaats 21 in het klassement eindigde.